# Duran Duboi
Duran Duboi est une entreprise française, filiale du groupe Quinta Industries, qui exerçait principalement son activité dans le domaine de la création d'effets spéciaux pour le cinéma. Elle est fondée par Bernard Maltaverne et Pascal Hérold en 1983. L'entreprise réalise aussi bien des trucages pour l'univers de la télévision, de la publicité et du cinéma.
L'entreprise réalise également des jeux vidéo, en particulier la série Virtual Skipper,. Pascal Hérold s'associe à Florent Castelnérac en 2000 pour fonder Nadeo, un studio indépendant de développement de jeux vidéo, notamment responsable de la création de la série de jeu TrackMania.
Quinta Industries est placé en liquidation judiciaire fin 2011, alors que l'entreprise était en redressement depuis 1 an et demi en 2010. L'activité de Duran Duboi est maintenue jusqu'au 4 janvier 2012, alors que la date limite pour le dépôt de dossiers de reprises est fixée au 15 décembre 2011,.
En décembre 2011, l'entreprise américaine FilmFunds rachète alors la filiale californienne Duran Duboi U.S.. Elle fait également une offre de reprise pour le groupe Duran Duboi. Aucun repreneur n'a finalement été choisi pour reprendre le studio d'effets spéciaux. En janvier Technicolor rachète une première partie des actifs de Quinta Industries et prend possession de Duran Duboi le 3 février.